# Gulasz irlandzki

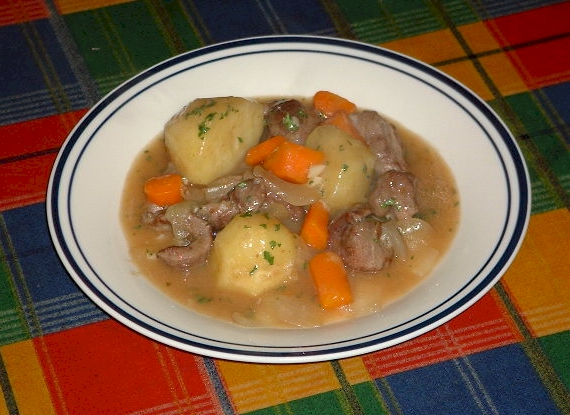
Irish stew

Gulasz irlandzki, z ang. Irish stew (irl. Stobhach Gaelach) – potrawa kuchni irlandzkiej, rodzaj gulaszu bądź duszonej potrawki.
W skład tradycyjnego gulaszu irlandzkiego wchodzi baranina lub cielęcina oraz ziemniaki, marchew, cebula i pietruszka.